# 패미맛!
《패미맛!》(일본어: ふぁみまっ!)은 구베 겐지 작품의 일본의 라이트 노벨이다. 삽화는 쓰루사키 다카히로가 담당했다. GA 문고 (소프트뱅크 크리에이티브)를 통해 2010년 4월부터 발행되고 있다. 제 2회 GA문고대상 장려상 수상작이기도 하다.

## 단행본 목록
1. 패미맛! 2010년 4월 30일 초판 발행 ISBN 978-4-7973-5957-2
2. 패미맛! 2 2010년 8월 31일 초판 발행 ISBN 978-4-7973-6080-6
3. 패미맛! 3 2011년 1월 31일 초판 발행 ISBN 978-4-7973-6154-4